# Mus-Olle

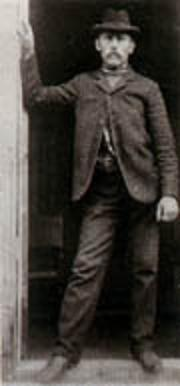
Per-Olof "Mus-Olle" Nilsson

Per-Olof "Mus-Olle" Nilsson, född 17 april 1874 i Ytterån, Jämtland, död ogift där 17 maj 1955, var en samlare och grundare av Mus-Olles museum i Ytterån.

## Biografi
Per-Olof föddes som tredje barnet till torparen Nils Olsson och hustrun Anna Persdotter. Han döptes den 29 april 1874.
Mus-Olle levde ett sparsamt liv. Hans favoritmat var "brö'sull", en blandning av mjölk, hårt tunnbröd och sylt. Han fiskade också i Alsensjön och bytte ofta fisk mot föremål som han sparade till sitt livsverk, museet. Trots den mängd föremål han samlat, 150 000 föremål, lämnade han aldrig Jämtlands gränser. Det sägs att han aldrig reste bortanför Östersund i sydöst eller Åre i väster. Mus-Olles samlande började i unga år då han samlade på skifferstenar utefter Alsensjöns stränder.